# 5930 Zhiganov
5930 Zhiganov eller 1975 VW2 är en asteroid i huvudbältet som upptäcktes den 2 november 1975 av den ryska astronomen Tamara Smirnova vid Krims astrofysiska observatorium på Krim. Den har fått sitt namn efter Näcip Cihanov.
Asteroiden har en diameter på ungefär 4 kilometer.